# Uhliggipfel
Uhliggipfel är en bergstopp i Antarktis. Den ligger i Östantarktis. Norge gör anspråk på området. Toppen på Uhliggipfel är 2 296 meter över havet, eller 114 meter över den omgivande terrängen. Bredden vid basen är 0,83 km.
Terrängen runt Uhliggipfel är varierad. Trakten är obefolkad. Det finns inga samhällen i närheten.